# Leopold Hoys
Johann Leopold Hoys (* 13. November 1713 in Wien; † 12. März 1797 in Bamberg; auch: Leopold Hoyss) war ein Groß- und Kunstuhrmacher.

## Leben
Leopold Hoys wurde als Sohn eines Leibkutschers Kaiser Karls VI. geboren. Seine Lehre als Uhrmacher bei Christoph Prunner in Klagenfurt beendete er 1732 nach sechs Jahren mit allem Lob des Meisters. 1739 erhielt er den Gesellenbrief, zwei Jahre später den Zulass zum Meisterstück.
Er kam 1742 nach Bamberg, wo er 1745 zum Leiter der Zunft der Groß- und Kleinuhrmacher gewählt wurde. 1757 avancierte er zum Fürstbischöflichen Hof- und Domkapitelschen Uhrmacher und bezog seine Dienstwohnung im Uhrrichterhaus in der Straße Hinterer Bach 6.
Für die Stadt Bamberg schuf er die Uhr am Rathaus, diese stattete er, was bis dahin noch nicht bekannt war, mit einem Viertelstunden-Schlag aus.
Hoys war zweimal verheiratet. Aus der ersten Ehe ging das einzige Kind, eine Tochter, hervor. Er verstarb in Bamberg am 12. März 1797 und wurde im Friedhof der Oberen Pfarre bestattet. Sein erhaltenes Grabdenkmal an der Nordseite befindet sich nicht am Ort seines Begräbnisses.

## Werke

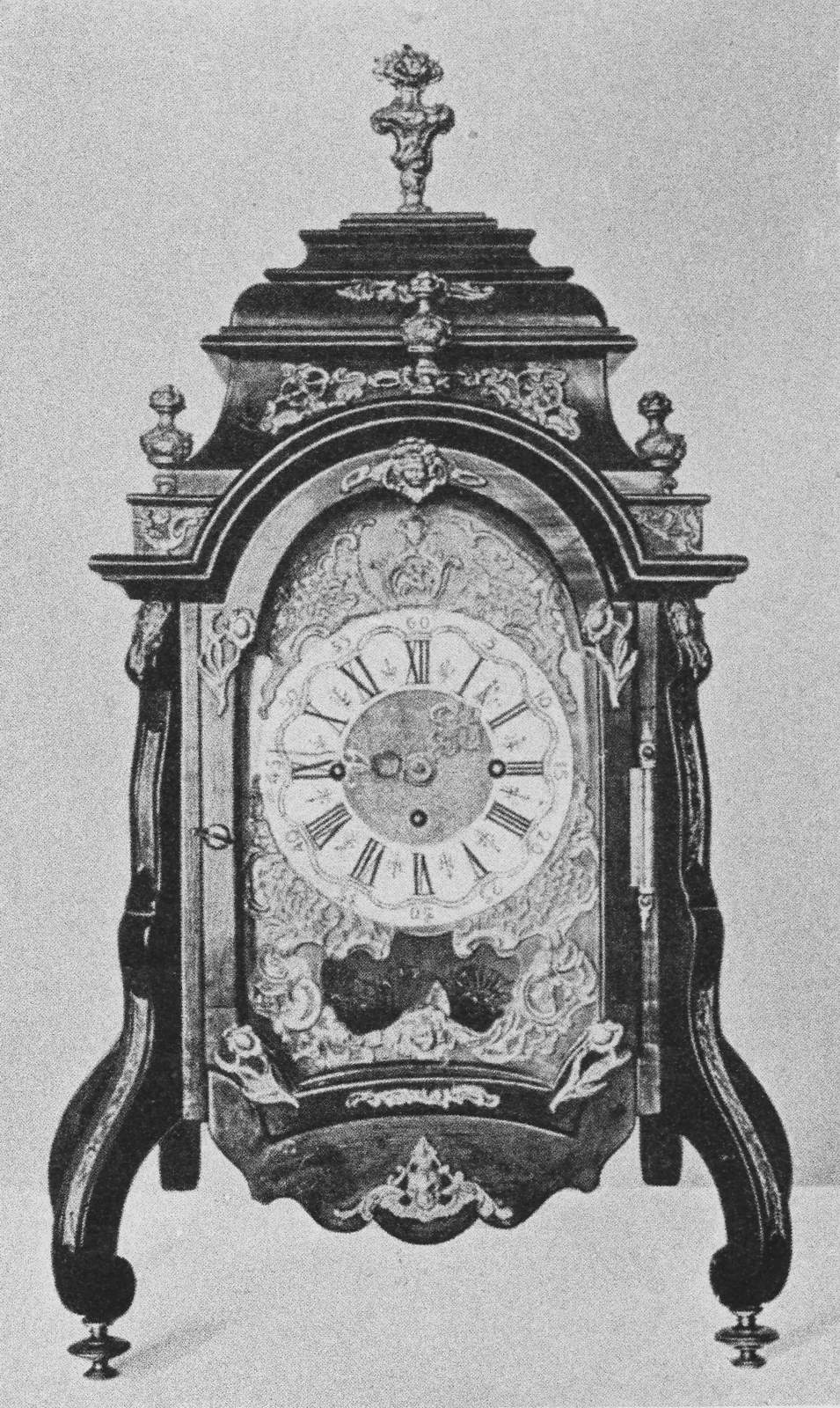
Stutzuhr ca. 1750

Seine Bekanntheit beruht auf seinen Stutzuhren, die mitunter auch mit kalendarischer Mechanik versehen sind. Unverwechselbar sind die charakteristischen Gehäuse. Auf ihn geht die Entwicklung eines Doppelpendels zurück, das er oft in seine Uhren einbaute. Die Uhren signierte er mit Hoys, Bamberg. Nach der Eheschließung seiner Tochter mit dem in seiner Werkstatt tätigen Gesellen Georg Schmitt (* 1754 in Oberschwarzach; † 1830 in Bamberg) wurden die Uhren ab 1786 mit dem Schriftzug Hoys et Schmitt versehen. Aus seiner Werkstatt stammen mehr als hundert Großuhren.

## Grabmal
Das von einem unbekannten Meister geschaffene, jedoch dem Bildhauer Johann Bernhard Kamm zugeschriebene Grabmal für Leopold Hoys hat sich an der Nordseite der Oberen Pfarre zu Bamberg erhalten. Das Grabmal mit einer Höhe von 138 cm und einer Breite von 93 cm besteht aus einer Platte, die folgende Inschrift trägt:

„HIER RUHT / DIE ASCHE DES WEIL: / BBERG:/HOF: U: DOMKAPITL: / UHRMACHERS/LEOPOLD HOYS / DER DEN 13. NOV. 1713 ZU WIEN / GEBOHREN / DEN 12. MAERZ 1797 ZU BAMBERG / VERSTARB / DIES DENKMAL SETZEN / IHREM GELIEBTEN VATER / SEINE DANKBAREN KINDER“

Auf der Säule mit der Inschriftplatte sitzt eine Weltkugel. Am Äquator besitzt diese Kugel römische Zahlen in der Reihenfolge wie bei einer Sonnenuhr, eine Schlange windet sich empor. Seitlich steht die Figur der Prudentia mit Spiegel und geflügeltem Haupt, zu ihren Füßen eine Triangel. Unter dem Gesims, auf dem Figur und Säule stehen, befindet sich mittig ein geflügelter Totenkopf; unter einem darunter drapierten Tuch sind zwei gekreuzte Gelenkknochen angeordnet.
Das Grabmal wurde mit Unterstützung von Bamberger Uhrmachern 1993 letztmals renoviert. Dabei verschwanden die Überreste der früheren Bemalung in Gold und Weiß.

## Nachkommen
Die 1743 geborene Tochter ehelichte den aus Oberschwarzach stammenden Uhrmacher Schmitt, der das schwiegerväterliche Geschäft übernahm. Seine Nachkommen konnten das Geschäft bis in das 20. Jahrhundert fortführen.